# Limontitla
Limontitla (del náhuatl y del castellano, Limontitla, que significa; Lugar entre limones), es una población del municipio de Chicontepec, en el estado de Veracruz, está ubicada al sur del municipio, es una localidad donde la mayoría de los habitantes hablan náhuatl de la Huasteca, actualmente es una población que ha decrecido, por la migración hacia las ciudades de Ciudad de México y de Monterrey.

## Ubicación
El pueblo de Limontitla colinda al norte con el pueblo de Chapictla, al sur con el pueblo de Tepoxteco, al oeste con el pueblo de Alahualtitla.